# Gaius Pompeius Saturninus
Gaius Pompeius Saturninus (vollständige Namensform Gaius Pompeius Marci filius Saturninus) war ein im 2. Jahrhundert n. Chr. lebender Angehöriger des römischen Ritterstandes (Eques).
Durch eine Weihinschrift, die beim Kastell Gabrosentum gefunden wurde und die auf 122/200 datiert wird, ist belegt, dass Saturninus Präfekt der Cohors II Lingonum war, die in der Provinz Britannia stationiert war.